# Выборы президента Южной Кореи
Президентские выборы в Южной Корее определяют, кто станет президентом Республики Корея на ближайшие пять (ранее на четыре, шесть и семь) лет.
Со времени провозглашения в 1948 году Корейской республики (известной теперь как Первая республика) президентские выборы проводились 20 раз (19, если не считать выборы в марте 1960 года, результаты которых были аннулированы после Апрельской революции): в 1948, 1952, 1956, 1960 (в марте и августе), 1963, 1967, 1971, 1972, 1978, 1979, 1980, 1981, 1987, 1992, 1997, 2002, 2007, 2012, 2017 и 2022 годах.
До референдума 1987 года, поддержавшего поправки в конституцию, выборы президента были непрямыми. Теперь, начиная с выборов в декабре того же 1987 года, президент избирается народом на основе всеобщего, равного, прямого и тайного голосования и, кроме того, не может быть переизбран на второй срок. Выборы проходят в один тур по мажоритарной системе относительного большинства —  побеждает кандидат, который набирает больше всего голосов (больше, чем любой из соперников).
В соответствии с Законом об избрании публичных должностных лиц, активным избирательным правом (правом голосовать на выборах) обладают все граждане Республики Корея от 19 лет. (Есть ограничения.) Баллотироваться на пост президента можно с 40 лет.

## Процедура (1987 — настоящее время)
Процедура президентских выборов определяется Конституцией Республики Корея и Законом об избрании публичных должностных лиц.

### Предвыборная кампания
Длительность официальной предвыборной кампании, установленная законом о выборах, небольшая — 23 дня. Как объясняется в книге Internet Election Campaigns in the United States, Japan, South Korea, and Taiwan, в Южной Корее на предвыборные кампании намеренно дали так мало времени (23 дня перед президентскими выборами и 14 дней перед выборами в Национальное собрание и региональными выборами) — сделано это было с целью «предотвратить чрезмерные расходы на длительные избирательные кампании и пагубные последствия от чересчур жарких выборов». С другой стороны, у такого решения есть и негативная сторона — это работает против новых малоизвестных кандидатов.

### Голосование
Президент избирается народом на основе всеобщего, равного, прямого и тайного голосования. Выборы проходят в один тур по мажоритарной системе относительного большинства —  побеждает кандидат, который набирает больше всего голосов (больше, чем любой из соперников).

## Список президентских выборов, прошедших в Южной Корее
1. Президентские выборы в Южной Корее (1948)
2. Президентские выборы в Южной Корее (1952)
3. Президентские выборы в Южной Корее (1956)
4. Президентские выборы в Южной Корее (март 1960)
5. Президентские выборы в Южной Корее (август 1960)
6. Президентские выборы в Южной Корее (1963)
7. Президентские выборы в Южной Корее (1967)
8. Президентские выборы в Южной Корее (1971)
9. Президентские выборы в Южной Корее (1972)
10. Президентские выборы в Южной Корее (1978)
11. Президентские выборы в Южной Корее (1979)
12. Президентские выборы в Южной Корее (1980)
13. Президентские выборы в Южной Корее (1981)
14. Президентские выборы в Южной Корее (1987)
15. Президентские выборы в Южной Корее (1992)
16. Президентские выборы в Южной Корее (1997)
17. Президентские выборы в Южной Корее (2002)
18. Президентские выборы в Южной Корее (2007)
19. Президентские выборы в Южной Корее (2012)
20. Президентские выборы в Южной Корее (2017)
21. Президентские выборы в Южной Корее (2022)
22. Президентские выборы в Республике Корея (2025)

## Примечание
1. 1 2  A Primer on the 19th South Korean Presidential Election in 2017. The Seoul Times. Дата обращения: 11 марта 2018. Архивировано 12 марта 2018 года.
2. 1 2  Jae-jin Yang. The Political Economy of the Small Welfare State in South Korea (англ.). — Cambridge University Press, 2017. — P. 96—. — ISBN 978-1-108-41590-3.
3. 1 2  Andrew J. Nathan. How East Asians View Democracy (неопр.). — Columbia University Press, 2010. — С. 41—. — ISBN 978-0-231-14535-0.
4. 1 2  Country Profile: South Korea, North Korea (англ.). — The Unit, 2001.
5. 1 2  Президентом Южной Кореи впервые может стать женщина :: Политика :: РБК. РБК (19 декабря 2012). Дата обращения: 11 марта 2018.
В Южной Корее открылись избирательные участки на выборах президента страны – Мир – Коммерсантъ. Коммерсант.ru (9 мая 2017). Дата обращения: 11 марта 2018. Архивировано 12 марта 2018 года.
Президентские выборы в Южной Корее. Фаворит - сторонник диалога с Пхеньяном. Euronews (6 мая 2017). Дата обращения: 11 марта 2018. Архивировано 12 марта 2018 года.
Павел Макеев. Президентом Южной Кореи может стать женщина. Сноб (19 декабря 2012). Дата обращения: 11 марта 2018. Архивировано 6 августа 2016 года.
6. 1 2 3 4  Процедура выборов президента Южной Кореи. РИА Новости (9 мая 2017). Дата обращения: 11 марта 2018. Архивировано 12 марта 2018 года.
7. ↑  Процедура выборов в парламент Южной Кореи. RIA Novosti (13 апреля 2016). Дата обращения: 10 марта 2018. Архивировано 13 марта 2018 года.
8. ↑  Shoko Kiyohara; Kazuhiro Maeshima; Diana Owen. Internet Election Campaigns in the United States, Japan, South Korea, and Taiwan (англ.). — Springer International Publishing, 2017. — P. 63—. — ISBN 978-3-319-63682-5.
9. ↑  Shoko Kiyohara; Kazuhiro Maeshima; Diana Owen. Internet Election Campaigns in the United States, Japan, South Korea, and Taiwan (англ.). — Springer International Publishing, 2017. — P. 159—. — ISBN 978-3-319-63682-5.